# Музички жанр
Музички правац или жанр је категорија музичких дела која су у истом стилу или деле неку „сличност музичког језика“. Правци такође могу настати и на основу не-музичких одлика, као што су географска обележја.

## Главни музички правци
Постоје само четири музичка правца: народна музика, духовна музика, академска музика и популарна музика. Сваки правац припада одређеном броју музичких жанрова и сваки жанр има много поџанрова.
Овде наводимо неке од главних музичких праваца. Сваки од њих има много врста и подврста. Нови жанрови настају веома често даљим развојем музике и нових свирача. Такође је често тешко класиофиковати једно дело у неки жанр, будући да може мешати одлике више праваца.
- Класична
- Црквени хорови
- Џез
- Блуз
- Рок
- Фанк
- Ска, реге
- Панк
- Електронска
- Хип-хоп (реп)
- Поп (мада се понекад доводи у питање да ли је жанр или само тренутно популарна музика)
- Танго
- Етно